# Ferrocarril de Junín
El Ferrocarril de Junín era una línea férrea de vía estrecha de 2 pies y 6 pulgadas (762 mm) que operaba en el norte de Chile, y fue construido para servir a diversas oficinas salitreras de la provincia de Tarapacá.

## Historia

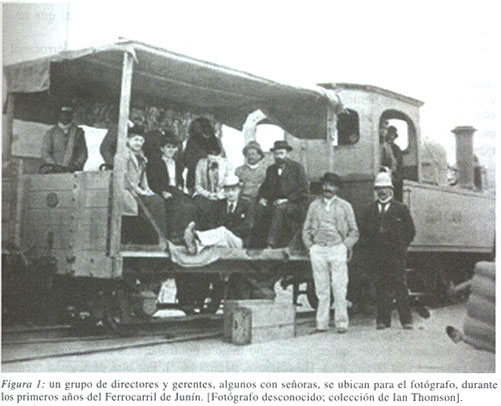
Tren del Ferrocarril de Junín.

La concesión para construir y operar un ferrocarril entre el Alto de Junín y la oficina salitrera Carolina —pudiendo tender ramales hacia las oficinas cercanas— fue otorgada a Brooking Child y Cía. por parte del gobierno el 7 de mayo de 1890, que traspasó el contrato el 16 de junio de 1890 a la Compañía de Salitres y Ferrocarril de Junín.
El 8 de junio de 1893 se autorizó a los concesionarios extender ramales hacia las oficinas Compañía y Cruz de Zapiga, San Francisco de Dolores, Reducto de Campo Negro, Aguada, Ángela y Bearnés de Santa Catalina. Las operaciones del ferrocarril se iniciaron en febrero de 1894, atendiendo principalmente las oficinas de los sectores de Dolores y Zapiga.
En enero de 1904 la revista Sucesos informaba que el ferrocarril inició el servicio de transporte de pasajeros entre las estaciones Alto de Junín y Santa Catalina. En 1924 se construyó el tramo inclinado que conectaba la estación Alto de Junín con el puerto mediante andariveles. Este tramo poseía una longitud de 1230 metros.
Las operaciones del ferrocarril finalizaron en enero de 1931. Unas inundaciones en 1940 destruyeron parte de los terraplenes utilizados por el ferrocarril, y al año siguiente parte de su infraestructura fue traspasada al Ferrocarril de Iquique a Pintados. Actualmente parte de sus vías están levantadas, sin embargo algunas que aun existen pertenecen a Ferronor.

## Trazado
La terminal del ferrocarril estaba ubicada en el puerto de Junín, y el ferrocarril se abrió en 1894. La primera sección del ferrocarril consistía en un tramo inclinado de 1 km que operaba mediante funiculares, que se elevaba desde el puerto a 674 metros sobre el nivel del mar, con una gradiente de 53%. Desde la parte superior de la pendiente había una línea principal de 51 km hasta la oficina salitrera Reducto. 
Desde la línea principal surgía un ramal de 17 km a la oficina salitrera Aragón, y además existían otros 8 ramales (a las oficinas Victoria, San Antonio, Compañía, California, Sloga, Unión, Porvenir o Recuerdo y Aguada) dando un total de 39 km.
Las estaciones del Ferrocarril de Junín, de acuerdo a Santiago Marín Vicuña en 1916, eran las siguientes:
| Estación       | Km | Altura (m s. n. m.) |
| -------------- | -- | ------------------- |
| Alto de Junín  | 0  | 634                 |
| Casa Puente    | 11 | 945                 |
| Cumbre         | 20 | 1216                |
| Los Pozos      | 31 | 1122                |
| Santa Catalina | 42 | 1091                |
| Reducto        | 51 | 1140                |

La estación Los Pozos era mencionada por José Olayo López (1910) como Los Pajes.

### Ramales
Álvaro Titus describía en 1909 los siguientes ramales para el Ferrocarril de Junín:
| Nombre              | Punto de empalme con la línea principal | Longitud (km) | Distancia (aprox.) al Alto de Junín (km) |
| ------------------- | --------------------------------------- | ------------- | ---------------------------------------- |
| Oficina Victoria    | Km 11, ramal norte                      | 2             |                                          |
| Oficina San Antonio | Km 12, ramal norte                      | 1             | 35,0                                     |
| Oficina Compañía    | Km 14, ramal norte                      | 1             | 37,0                                     |
| Oficina California  | Km 23,5, ramal sur                      | 2             | 25,5                                     |
| Campamento Victoria | Km 23, ramal sur                        | 4             |                                          |
| Oficina Sloga       | Km 31, ramal sur                        | 2             | 33,0                                     |
| Oficina Unión       | Km 33,3, ramal sur                      | 2             | 35,3                                     |
| Oficina Porvenir    | Km 39, ramal sur                        | 1             | 40,0                                     |
| Oficina Recuerdo    | Km 45, ramal sur                        | 3             | 48,0                                     |
| Oficina Aguada      | Km 48, ramal sur                        | 2             | 50,0                                     |
| Oficina Reducto     | Km 50,5, ramal sur                      | 1             | 51,5                                     |

## Flota
La flota de locomotoras constaba de cinco locomotoras de tanques 0-6-2 de Avonside, así como dos locomotoras Fairlie 0-6 + 6-0 fabricadas por Yorkshire Engine Company y al menos una pequeña locomotora eléctrica fabricada por Baldwin Locomotive Works El ferrocarril operaba en una de las zonas más secas de la tierra, y el transporte de agua para las calderas de locomotoras de vapor era un gasto importante.
En 1930, el ferrocarril compró una locomotora diésel-hidráulica 2-6-2 construida por Hudswell Clarke. Se cree que esta locomotora, llamada «Junín», fue la primera en utilizar el diseño de conmutador de carretera. Aunque «Junín» sobrevivió, está en muy mal estado, y actualmente está en el Museo Armley Mills en Leeds.